# Chlorogomphus speciosus
Chlorogomphus speciosus là loài chuồn chuồn trong họ Chlorogomphidae. Loài này được Selys mô tả khoa học đầu tiên năm 1891.